# Afterlife (videogioco)
Afterlife è un god game sviluppato e pubblicato dalla LucasArts nel 1996.
Il giocatore impersona un'entità quasi onnipotente, conosciuta con il nome di Demiurgo (in inglese Demiurge), avente lo scopo di creare un inferno e un paradiso atti ad accogliere le persone defunte di un non meglio specificato pianeta. Il Demiurgo non assegna le anime alle loro diverse punizioni o ricompense, cosa che avviene automaticamente, ma si deve invece preoccupare di creare infrastrutture (strade, zone per i vari peccati e virtù, centri di reincarnazione, ecc...) che permettano all'aldilà di funzionare egregiamente, ed è responsabile del suo operato davanti a I Poteri Che Sono (in inglese The Powers That Be) che controllano nel tempo l'andamento dei lavori. Il Demiurgo si avvale di due assistenti (l'angelo Aria Aureola e il demone Jasper De Lombrichis) che lo consigliano su come affrontare i problemi che al momento affliggono l'aldilà.
Il gioco è intriso di satira con molti riferimenti alla cultura pop (come ad esempio il carcere "San Quintino Tarantino", che fonde i nomi del carcere di San Quintino e del regista Quentin Tarantino, oppure l'arrivo della Morte Nera che distrugge gli edifici nel caso in cui il giocatore usi troppi trucchi).